# Rudolf Eisenmenger

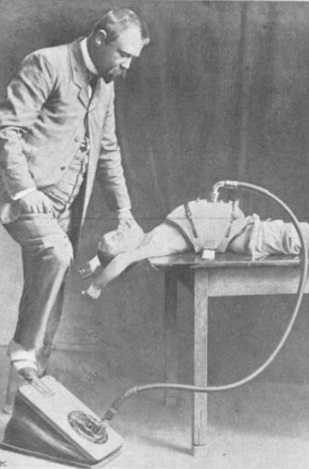
Rudolf Eisenmenger mit seinem „Wiederbelebungsapparat“, 1905.

Rudolf Eisenmenger (* 12. September 1871 in Karlsburg, Österreich-Ungarn; † 27. Juni 1946 in Wien) war ein österreichischer Mediziner und Erfinder des Biomotors, eines Vorläufers der Eisernen Lunge.

## Leben
Rudolf Eisenmenger besuchte das Gymnasium in Broos, einer Kleinstadt in Siebenbürgen. Er studierte Medizin in Cluj und wurde 1896 promoviert. Anschließend arbeitete er als praktischer Arzt, später Kreis- und Bahnarzt in Piski und Broos. Danach war er als Kurarzt in Baassen tätig und führte dann ein Sanatorium in Hermannstadt. Ab 1921 lebte er mit seiner Familie in Wien.
Im Jahr 1900, während er noch in Broos lebte, erfand Rudolf Eisenmenger den „Biomotor“. Anlass war der Tod seiner Nichte, die in seiner Anwesenheit an einem schweren Keuchhustenanfall erstickte. 1903 publizierte er einen „Apparat zur künstlichen Atmung“ mit fußbetriebenen Balg zur Erzeugung von Sog und Druck über dem Bauch und dem unteren Thorax. Das Gerät wurde patentiert und wurde ab 1904 kommerziell von der Firma F. & M. Lautenschläger in München produziert. 1924 wurde der fußbetriebene Balg durch einen Elektromotor ersetzt. Der „Biomotor“ wurde in vielen Kliniken eingesetzt, vor allem zur Behandlung von Patienten mit Kinderlähmung.
Ein Foto von Rudolf Eisenmenger aufgenommen um 1930/1935 bei der Demonstration seiner Erfindung der Biomotors diente dem Maler Salvador Dalí als Vorbild für sein Bild Der Apotheker von Ampurias auf der Suche nach absolut Nichts von 1936.
Rudolf Eisenmenger war ein Cousin von Viktor Eisenmenger, dem Leibarzt von Kaiser Franz Joseph I. Er ist der Vater des Malers Rudolf Hermann Eisenmenger.